# 伍德福德
伍德福德（英語：Woodford）是倫敦的一個地區，位於倫敦的東北部，查令十字東北9.5英里（15.3），屬於紅橋倫敦自治市。伍德福德在1965年被劃入大倫敦地區。